# Фильм категории C
Фильм категории C (англ. C movie) — низкобюджетный фильм, как правило, предназначенный для показа на кабельном телевидении. В данном случае «С» обозначает и качество, которое ниже, чем у фильмов категории «В», и принадлежность (от первой буквы в слове англ. cable – «кабель»).

## История
В 1980-х годах, с ростом кабельного телевидения, уровень С начал всё чаще применяться в отношении к низкокачественным жанровым фильмам, используемым в качестве программного наполнения для их эфира. Популяризировал понятие фильма категории C сериал «Таинственный театр 3000 года» (Mystery Science Theatre 3000), который транслировался по национальным кабельным каналам (сначала по Comedy Central, а затем на Sci Fi Channel). Обновив концепцию телешоу, представленную ранее телеведущей Вампирой за три десятилетия до этого, сериал представлял дешёвые, низкокачественные фильмы, в первую очередь в жанре научной фантастики, снятые в 1950-х и 1960-х годах. Закадровый голос при этом подчёркивал все недостатки фильмов. Режиссёр Эд Вуд был назван «мастером C-фильмов», хотя к его работам всё-таки более применимо понятие фильмов категории Z. Быстрое расширение нишевых кабельных и спутниковых телеканалов, таких как Sci-Fi (со своими оригинальными фильмами) и жанровые каналы HBO в 1990-х и 2000-х годах, означало насыщение рынка современными фильмами категории C. Премьеры фильмов категории C происходили в эфире таких телеканалов и они никогда не выходили в кинотеатрах.